# Anisodes mesotoma
Anisodes mesotoma là một loài bướm đêm trong họ Geometridae.